# 司徒暉
司徒暉（英語：Louis Szeto Fai，1989年8月13日—），香港男演員、游泳教練及婚禮司儀，曾為無綫電視基本藝人合約藝員。

## 簡歷
司徒暉自小在青衣長大，父母分別從事園丁和地盤管工行業。他於1995至2001年曾就讀香港張氏宗親總會張熾昌紀念小學，2001至2006年則入讀嶺南鍾榮光博士紀念中學，畢業後任職救生員及游泳教練；2009年因一次觀看劉青雲主演的電影《我要成名》，而逐漸對演藝圈抱感興趣，遂嘗試參加第24期無綫電視藝員訓練班招募活動，並在「天才表演環節」中獻技 —— 洪拳，結果獲遴選成為學員之一，同時亦兼職業餘模特兒，曾拍攝匯豐保險、電訊盈科、中國移動香港、數碼通等不少廣告，又替美髮品牌絲然擔任展覽會造型示範。
司徒暉從藝訓班畢業以來拍攝過多套電視劇，角色均以跑龍套為主，戲份稍重的作品則包括2014年《單戀雙城》（程展禛追求者「Simon」）、2015年《刀下留人》（刑部司獄「仁」）與2016年《巨輪II》（高天鷲保鑣「麥偉權（Mark）」）等。2017年，他於無綫電視50週年台慶劇《降魔的》內，飾演被「Salvia」用幻術控制、殺害警察後自殺的囚犯「林中」，便開始令觀眾注目；直到2019年在王晶監製劇集《荷里活有個大老千》裏，參演文雄親信「榮少」一角才真正為人認識，同年參演《十二傳說》中「丁當傑（叮噹）」一角也受到觀眾讚賞。
另外，司徒暉於2017年選擇報讀香港公開大學中國人文學科文學士進修課程，2019年再修讀李嘉誠專業進修學院婚禮統籌及活動管理專業文憑（資歷架構第4級專業婚禮統籌證書）以自我增值。2020年，他在劇集《十八年後的終極告白》中飾演七子之一的癱瘓人「黎世達（蛋撻）」也讓觀眾注視，事前曾用了一些時間去體驗癱瘓病人的生活；2021年9月拍畢《廉政狙擊》後於翌年離開無綫電視，現時主要擔任活動司儀和兼職游泳教練。

## 演出作品

### 劇集
| 首播     | 劇名               | 角色                                   |
| 無綫電視 |                    |                                        |
| 2010年   | 天天天晴           | 侍 應                                  |
| 2010年   | 天天天晴           | 電視偵探                               |
| 2010年   | 天天天晴           | 食環署職員                             |
| 2010年   | 天天天晴           | 義 工                                  |
| 2010年   | 公主嫁到           | 梨販子（第31集）                       |
| 2010年   | 巾幗梟雄之義海豪情 | 唐吉兒子                               |
| 2011年   | 隔離七日情         | 泳 客（第8集）                         |
| 2011年   | 女拳               | 拐子佬                                 |
| 2011年   | 誰家灶頭無煙火     | Peter                                  |
| 2011年   | 洪武三十二         | 山 賊                                  |
| 2011年   | 點解阿Sir係阿Sir   | 警 員                                  |
| 2011年   | 團圓               | 強 哥                                  |
| 2011年   | 真相               | 警 察                                  |
| 2011年   | 紫禁驚雷           | 安布瑪·沙軒                            |
| 2011年   | 潛行狙擊           | 香港警察學院學警                       |
| 2011年   | 九江十二坊         | 福                                     |
| 2011年   | 不速之約           | 病 人                                  |
| 2011年   | 不速之約           | 實驗室助理                             |
| 2011年   | 不速之約           | 酒樓客人                               |
| 2011年   | 法證先鋒III        | 青 年（第9 - 12集）                    |
| 2011年   | 荃加福祿壽探案     | 記 者（第18集）                        |
| 2011年   | 萬凰之王           | 太 監                                  |
| 2011年   | 結·分@謊情式       | 青 年（第25集）                        |
| 2011年   | 我的如意狼君       | 記 者                                  |
| 2012年   | 換樂無窮           | 街頭示威者                             |
| 2012年   | 換樂無窮           | 救生員                                 |
| 2012年   | 缺宅男女           | 維修工人（第12集）                     |
| 2012年   | 4 In Love          | 酒 客（第3 - 5、12、14、19集）         |
| 2012年   | 4 In Love          | 俊 男（第6、7、16 - 18集）             |
| 2012年   | On Call 36小時     | 駱家俊（第4集）                        |
| 2012年   | 東西宮略           | 門 衛                                  |
| 2012年   | 當旺爸爸           | Andy（第3、4集）                       |
| 2012年   | 拳王               | 記 者                                  |
| 2012年   | 耀舞長安           | 昶麗園家丁                             |
| 2012年   | 心戰               | 鼎潤集團高層人士                       |
| 2012年   | 衝呀！瘦薪兵團     | 男食客（第3集）                        |
| 2012年   | 護花危情           | 叉 燒（第3、11集）                     |
| 2012年   | 回到三國           | 囚 犯（第13集）                        |
| 2012年   | 回到三國           | 曹操軍兵（第14集）                     |
| 2012年   | 回到三國           | 劉備軍兵（第20集）                     |
| 2012年   | 飛虎               | 功夫迷（第6集）                        |
| 2012年   | 飛虎               | 享 叔、甘國文手下（第7集）             |
| 2012年   | 造王者             | 侍 衛                                  |
| 2012年   | 天梯               | 賀正堂員工                             |
| 2012年   | 愛·回家            | 印度撈麵推廣員（第104集）              |
| 2012年   | 愛·回家            | 白 生（第129集）                       |
| 2012年   | 愛·回家            | 豪（第255、261集）                     |
| 2012年   | 愛·回家            | 速遞員（第287集）                      |
| 2012年   | 愛·回家            | Ricky（第299、300集）                  |
| 2012年   | 愛·回家            | 鍾立海（第354集）                      |
| 2012年   | 愛·回家            | 墳場職員（第484集）                    |
| 2012年   | 名媛望族           | 董廷亨隨從                             |
| 2012年   | 大太監             | 趙碩年                                 |
| 2013年   | 法網狙擊           | 記 者（第16、17、23、26集）            |
| 2013年   | 初五啟市錄         | 阿 牛                                  |
| 2013年   | 心路GPS            | 燈光師                                 |
| 2013年   | 戀愛季節           | 姚冬妮同事（第19集）                   |
| 2013年   | 女警愛作戰         | 《響報》突發組記者                     |
| 2013年   | 仁心解碼II         | 男 人（第2集）                         |
| 2013年   | 金枝慾孽貳         | 沈 澤                                  |
| 2013年   | 好心作怪           | 收數佬（第6、7集）                     |
| 2013年   | 師父·明白了        | 北爺手下                               |
| 2013年   | 衝上雲霄II         | 阿 暉（第9、10、12、14、15集）         |
| 2013年   | 神鎗狙擊           | 鄭 生（第6集）                         |
| 2013年   | 巨輪               | 皮                                     |
| 2013年   | 法外風雲           | 便衣警員                               |
| 2013年   | 舌劍上的公堂       | 掮 客（第23集）                        |
| 2014年   | 單戀雙城           | Simon                                  |
| 2014年   | 叛逃               | 軍裝警察                               |
| 2014年   | 點金勝手           | 地產經紀（第10集）                     |
| 2014年   | 寒山潛龍           | 書生                                   |
| 2014年   | 忠奸人             | 馬啟源手下                             |
| 2014年   | 載得有情人         | 倫                                     |
| 2014年   | 使徒行者           | 阿 桂                                  |
| 2014年   | 大藥坊             | 阿 輝                                  |
| 2014年   | 我們的天空         | 洪 仔（第11集）                        |
| 2014年   | 八卦神探           | Bosco（第1集）                         |
| 2015年   | 宦海奇官           | 孫浩然（第8集）                        |
| 2015年   | 衝線               | 游之舊同學                             |
| 2015年   | 拆局專家           | 奶粉東（第6集）                        |
| 2015年   | 陪著你走           | 商場保安（第7集）                      |
| 2015年   | 收規華             | 雄                                     |
| 2015年   | 張保仔             | 刑事偵緝處探員（第1 - 3、30 - 32集）   |
| 2015年   | 無雙譜             | 桑烈手下                               |
| 2015年   | 梟雄               | 平 安                                  |
| 2015年   | 東坡家事           | 公 子                                  |
| 2015年   | 刀下留人           | 仁                                     |
| 2016年   | 鐵馬戰車           | 何允然（第10、11集）                   |
| 2016年   | 公公出宮           | 金家村村民                             |
| 2016年   | 警犬巴打           | 飯鏟頭（第3集）                        |
| 2016年   | EU超時任務         | 田屋村村民                             |
| 2016年   | 殭                 | 歐陽懿                                 |
| 2016年   | 廉政行動2016       | 張廣開助選義工（第1集）                |
| 2016年   | 火線下的江湖大佬   | 古惑仔                                 |
| 2016年   | 純熟意外           | 何守耀（第5 - 7集）                    |
| 2016年   | 愛·回家之八時入席  | 吉 叔（第56集）                        |
| 2016年   | 愛·回家之八時入席  | 場務管理（第180集）                    |
| 2016年   | 巨輪II             | 麥偉權（Mark）                         |
| 2016年   | 為食神探           | 標                                     |
| 2016年   | 律政強人           | 卓繼堯司機（第6集）                    |
| 2016年   | 來自喵喵星的妳     | 記 者                                  |
| 2016年   | 幕後玩家           | 記 者                                  |
| 2016年   | 巾幗梟雄之諜血長天 | 游擊隊員                               |
| 2016年   | 流氓皇帝           | 路 人                                  |
| 2017年   | 財神駕到           | 二郎神（第1集）                        |
| 2017年   | 親親我好媽         | 零食店店員（第12集）                   |
| 2017年   | 迷                 | 鎚 仔                                  |
| 2017年   | 與諜同謀           | 美世代化妝品公司保安                   |
| 2017年   | 我瞞結婚了         | 潛水學生                               |
| 2017年   | 愛·回家之開心速遞  | 杜教授（第21集）                       |
| 2017年   | 愛·回家之開心速遞  | Ivan Wong（第61集）                    |
| 2017年   | 愛·回家之開心速遞  | 頭鱷鱷保育者（第130集）                |
| 2017年   | 愛·回家之開心速遞  | 綁 匪（第216集）                       |
| 2017年   | 愛·回家之開心速遞  | 歹 徒（第284集）                       |
| 2017年   | 愛·回家之開心速遞  | 天 樂（第432集）                       |
| 2017年   | 愛·回家之開心速遞  | 烏 英（第1493集）                      |
| 2017年   | 賭城群英會         | Ivy 債主（第8集）                      |
| 2017年   | 同盟               | 萬國鋒集團保安（第4集）                |
| 2017年   | 超時空男臣         | 天朝飲食集團保安（第26 - 29集）        |
| 2017年   | 使徒行者2          | 鄭仁和                                 |
| 2017年   | 老表，畢業喇！     | 香港燦爛學院學生                       |
| 2017年   | 雜警奇兵           | 梁一手下                               |
| 2017年   | 誇世代             | TVB 電視台演員（第1、4、5、8集）       |
| 2017年   | 誇世代             | 2047年反政府叛軍（第49、50集）         |
| 2017年   | 降魔的             | 林 中（第16、17集）                    |
| 2018年   | 溏心風暴3          | 記 者（第35、39、40集）                |
| 2018年   | 平安谷之詭谷傳說   | 山賊士兵                               |
| 2018年   | 波士早晨           | 經 理                                  |
| 2018年   | 三個女人一個「因」 | 記 者（第3集）                         |
| 2018年   | 翻生武林           | 村 民（第2集起）                       |
| 2018年   | 逆緣               | 記 者                                  |
| 2018年   | 宮心計2深宮計      | 內侍省宦官                             |
| 2018年   | 特技人             | 記 者                                  |
| 2018年   | 是咁的，法官閣下   | 的士司機                               |
| 2018年   | 兄弟               | 拳館教練（第9集）                      |
| 2018年   | 大帥哥             | 革命黨黨員（第14集）                   |
| 2019年   | 荷里活有個大老千   | 歐陽榮（榮少）                         |
| 2019年   | 福爾摩師奶         | 送貨工人（第8集）                      |
| 2019年   | 鐵探               | 陳佑暉（第9、10集）                    |
| 2019年   | 婚姻合伙人         | 楊世龍（第10 - 15集）                  |
| 2019年   | 十二傳說           | 丁當傑（第17 - 19集）                  |
| 2019年   | 解決師             | 便衣警員（第12集）                     |
| 2019年   | 多功能老婆         | Roy（第8、13、14、16、21、23 - 25集）  |
| 2019年   | 丫鬟大聯盟         | 路司務                                 |
| 2020年   | 十八年後的終極告白 | 黎世達（蛋撻）                         |
| 2020年   | 那些我愛過的人     | 計程車乘客（第1集）                    |
| 2020年   | 反黑路人甲         | 傑 哥（第6、10、11、13、18、20、28集） |
| 2020年   | 過街英雄           | 鬼哥手下（第6、7集）                   |
| 2020年   | 木棘証人           | 滕永鎮                                 |
| 2020年   | 使徒行者3          | 余家冠（第1集）                        |
| 2020年   | 堅離地愛堅離地     | 史 葛（第7集）                         |
| 2021年   | 逆天奇案           | 大 Dee（第3集）                        |
| 2021年   | 十月初五的月光     | 標（第13、17、18集）                   |
| 2022年   | 白色強人II         | 消防隊隊員（第8、13、14、26集）        |
| 2023年   | 隱形戰隊           | 楊傲年                                 |
| 邵氏兄弟 |                    |                                        |
| 2023年   | 廉政狙擊           | 傅天耀手下                             |

### 綜藝節目
| 首播     | 節目名         | 備註                                                             |
| 無綫電視 |                |                                                                  |
| 2010年   | 荃加福祿壽     | 固定演出                                                         |
| 2012年   | 瘋狂歷史補習社 | 固定演出                                                         |
| 2021年   | 明星運動會     | 固定演出（50米蝶泳、50米自由式、50米蛙泳、50米背泳、4×50米接力） |

### 電影
| 首映   | 電影名             | 角色           |
| 2010年 | 美麗密令           | 刑事偵緝處探員 |
| 2012年 | 2012我愛HK喜上加囍 | 市 民          |
| 2013年 | 掃毒               | 掃毒組警察     |
| 2017年 | 狂獸               | 刑事情報科探員 |

### 廣告
- 2017年：港鐵「搭得好！搭機場快綫」免費穿梭巴士服務

## 外部連結
- 司徒暉的新浪微博
- Louis SzeTo的Facebook專頁
- 司徒暉在香港影庫上的簡介